# روسنوب
روسنوب (به لاتین: Rosnob) یک منطقهٔ مسکونی در روسیه است که در داغستان واقع شده است.